# Marcos Castellanos
Marcos Castellanos è un comune del Messico, situato nello stato di Michoacán, il cui capoluogo è la località di San José de Gracia.
La municipalità conta 13.031 abitanti (2010) e ha un'estensione di 232,85 km².